# Копальня Таїба
Копальня Таїба (Taiba) – гірничодобувне підприємство на заході Сенегалу (приблизно за сім десятків кілометрів на північний схід від столиці країни Дакару), що здійснює видобуток фосфоритів.
Розробка покладів фосфоритів в районі Таїба почалась ще наприкінці 1950-х років. Первісно цим займалась компанія Sénégalaise des Phosphates de Taïba (CSPT), яку в подальшому змінила Industries Chimiques du Sénégal (ICS). У 2014-му ICS, що перебувала у важкому фінансовому положенні, була викуплена сінгапурською компанією Indorama, яка стала власником 78% акцій. Іншими учасниками є уряд Сенегалу (15%), індійська Indian Farmers Fertilizer Cooperative Limited (6,78%) та індійський уряд (0,22%).
Фосфорити виявили у приповерхневих пластах, тому розробка велась відкритим способом із створенням неглибоких, але значних за площею кар’єрів. З 1960 по 1980 роки працювали з родовищем N’Domor Diop, після вичерпання якого перейшли на родовище Keur Mor Fall, де вели роботи до 2003 року (при цьому площа розробок сягнула 10,5 тисяч гектарів). Є відомості, що запаси цих двох родовищ складали 80 млн тонн та залягали у пласті завтовшки від 5 до 12 метрів (в середньому 7 метрів). 
З 2004-го узялись за роботу з родовищем Тобене, поклади якого поширюються на 26 км2. Запаси Тобене оцінюються у 50 млн тонн, при цьому вони залягають в пласті товщиною 5,2 метра. З початку розробки та по 2009 рік з Тобене отримали 5,9 млн тонн руди.   
У 2021-му копальня вилучила 2,92 млн тонн рудної маси (при тому, що в 2018-му загальний видобуток всіх сенегальських фосфоритових копалень – Таїба, Лам-Лам та Матам – склав лише 1,65 млн тонн).
Первісно всі фосфорити призначались для експорту. З 1984-го частину руди міг споживати зведений поряд з копальнею завод фосфорної кислоти в Дару. Станом на 2022 рік ICS не експортувала фосфорити, зате завод в Дару працював із високим завантаженням (можливо відзначити, що міноритарний учасник ICS потребує великих обсягів фосфорної кислоти для свого заводу в Кандла).